# A25-ös autópálya (Olaszország)
Az A25-ös autópálya egy 115 km hosszúságú autópálya Olaszországban. Az út Abruzzo és Lazio régiókon halad keresztül. Fenntartója az Strada dei Parchi.